# Bez struje: Live in ZeKaeM
Bez struje: Live in ZeKaeM je četvrti live album Parnog valjka, snimljen na 4 koncerta u Zagrebačkom Kazalištu Mladih (ZKM).
Album je originalno izdan 1995. godine na audio kaseti, CD-u te kao video izdanje na VHS-u. 2005. album je reizdan i to kao DVD s bonus CD-om. Izdavač svih izdanja je Croatia Records.
Sve pjesme sa svih izdanja potpisuje Husein Hasanefendić osim "Dođi" (glazba Marijan Brkić, riječi Marijan Brkić/Marijan Ribarić). Snimatelj je bio ing. Mladen Škalec, a miksali su Nenad Zubak i Marijan Brkić, osim pjesme "Povratak ratnika" koju su miksali Nikša Bratoš i Hus. Aranžmane za gudače napisao je Alan Bjelinski.
Album je najprodavanije izdanje Parnog Valjka te najprodavaniji živi album hrvatske diskografije.

## Sastav
Parni Valjak:
- Aki Rahimovski - glas
- Husein Hasanefendić Hus - gitara
- Marijan Brkić Brk - gitara
- Zorislav Preksavec Preksi - bas-gitara, glas
- Dražen Scholz Šolc - bubnjevi, glas
- Berislav Blažević Bero - glasovir, glas

Gosti:
- Neven Frangeš - hammond orgulje
- Hrvoje Rupčić - udaraljke
- Martina Matić - prateći glasovi
- Kristina Kresnik - prateći glasovi, solo u "Lutka za bal"
- Marko Križan - saksofon (prva dva koncerta)
- Bruno Kovačić - saksofon (druga dva koncerta)
- Zagrebački gudački rock ansambl

Zagrebački gudački rock ansambl:
- Tomislav Vitković - violina (prva dva koncerta)
- Vlasta Gulić - violina (druga dva koncerta)
- Fani Šesnić - violina
- Sanja Beketić - viola
- Josip Petrač - violončelo

## CD izdanje

### Popis pjesama:
1. Moja je pjesma lagana (s albuma Sjaj u očima) (4:29)
2. Povratak ratnika (s albuma Buđenje) (5:02)
3. Sjaj u očima (s albuma Sjaj u očima) (4:44)
4. Neda (s albuma Vruće igre) (3:30)
5. Ljubavna (s albuma Buđenje) (3:51)
6. Kada me dotakne (s albuma Anđeli se dosađuju?) (4:01)
7. Dođi... (s albuma Buđenje) (5:16)
8. Kao ti (s albuma Vrijeme je na našoj strani) (3:10)
9. Uhvati ritam (s albuma Uhvati ritam) (4:12)
10. Ivana (s albuma Buđenje) (4:11)
11. Lutka za bal (s albuma Glavom kroz zid) (4:07)
12. Prokleta nedjelja (Što je iza oblaka) (s albuma Sjaj u očima) (4:29)
13. Sve još miriše na nju (s albuma Buđenje) (4:10)
14. Vrijeme ljubavi (s albuma Lovci snova) (4:52)
15. Jesen u meni (s albuma Anđeli se dosađuju?) (4:50)
16. U prolazu (s albuma Lovci snova) (4:39)

## Kasetno izdanje

### Popis pjesama
A strana
1. Moja je pjesma lagana (s albuma Sjaj u očima) (4:27)
2. Sjaj u očima (s albuma Sjaj u očima) (4:55)
3. Neda (s albuma Vruće igre) (3:30)
4. Ljubavna (s albuma Buđenje) (3:50)
5. Povratak ratnika (s albuma Buđenje) (5:03)
6. Dođi (s albuma Buđenje) (5:15)

B strana
1. Uhvati ritam (s albuma Uhvati ritam) (4:12)
2. Ivana (s albuma Buđenje) (4:10)
3. Lutka za bal (s albuma Glavom kroz zid) (4:07)
4. U prolazu (s albuma Lovci snova) (4:38)
5. Sve još miriše na nju (s albuma Buđenje) (4:10)
6. Jesen u meni (s albuma Anđeli se dosađuju?) (4:50)

## VHS izdanje
1. Sjaj u očima (s albuma Sjaj u očima)
2. Suzama se vatre ne gase (s albuma Lovci snova)
3. Ljubavna (s albuma Buđenje)
4. Uhvati ritam (s albuma Uhvati ritam)
5. Vruće igre (s albuma Vruće igre)
6. Dođi... (s albuma Buđenje)
7. Kada me dotakne (s albuma Anđeli se dosađuju?)
8. Godine prolaze (s albuma Lovci snova)
9. Ivana (s albuma Buđenje)
10. Lutka za bal (s albuma Glavom kroz zid)
11. Prokleta nedjelja (Što je iza oblaka) (s albuma Sjaj u očima)
12. Sve još miriše na nju (s albuma Buđenje)
13. Jesen u meni (s albuma Anđeli se dosađuju?)
14. U prolazu (s albuma Lovci snova)
15. Ljubavna (s albuma Buđenje)

## Reizdanje 2005. (DVD+CD)
Zvučni zapisi audio i video koncerta su editirani i masterirani u "Rockoko" studiju, gdje je miksano i originalno izdanje.

### Popis pjesama (DVD)
1. Sjaj u očima (s albuma Sjaj u očima)
2. Suzama se vatre ne gase (s albuma Lovci snova)
3. Ljubavna (s albuma Buđenje)
4. Uhvati ritam (s albuma Uhvati ritam)
5. Vruće igre (s albuma Vruće igre)
6. Dođi... (s albuma Buđenje)
7. Kada me dotakne (s albuma Anđeli se dosađuju?)
8. Godine prolaze (s albuma Lovci snova)
9. Ivana (s albuma Buđenje)
10. Lutka za bal (s albuma Glavom kroz zid)
11. Prokleta nedjelja (Što je iza oblaka) (s albuma Sjaj u očima)
12. Sve još miriše na nju (s albuma Buđenje)
13. Jesen u meni (s albuma Anđeli se dosađuju?)
14. U prolazu (s albuma Lovci snova)
15. Ljubavna (s albuma Buđenje)

### Popis pjesama (CD)
1. Moja je pjesma lagana (s albuma Sjaj u očima)
2. Sjaj u očima (s albuma Sjaj u očima)
3. Neda (s albuma Vruće igre)
4. Ljubavna (s albuma Buđenje)
5. Povratak ratnika (s albuma Buđenje)
6. Dođi... (s albuma Buđenje)
7. Uhvati ritam (s albuma Uhvati ritam)
8. Jesen preskačem (BONUS)
9. Laganini po sredini (BONUS)
10. Prazno tijelo (BONUS)

Pjesme od 1-7 su s originalnog izdanja albuma iz 1995. godine.
Pjesme od 8-10 su novo snimljene pjesme u "JM" studiju, u produkciji Nenada Zubak, a jedini gosti Parnog Valjka su Hrvoje Rupčić (udaraljke) i Tina Rupčić (prateći glas).

## Vanjske poveznice
- Bez struje: Live in ZeKaeM na službenoj stranici sastava
- Bez struje: Live in ZeKaeM na stranici Discogs.com